# The Black Parade World Tour
The Black Parade World Tour è un tour dei My Chemical Romance per supportare il loro terzo album The Black Parade. Il tour ha incluso 132 tappe con tre tappe in Nord America una in Europa, una in Asia, Oceania e Sud America. Durante il tour ci sono stati problemi di salute con il batterista della band Bob Bryar, il quale verso la fine del tour si è preso un breve periodo di riposo. Mentre il bassista Mikey Way ha preso uno iato per sposarsi con la sua fidanzata, trascorrendo del tempo con lei, prima di ritornare a suonare nel tour.
Il concerto a Città del Messico è stato filmato facendo parte del CD/DVD di The Black Parade Is Dead! contenente anche la registrazione audio di un concerto nel New Jersey, oltre a quella a Città del Messico.

## Notizie principali
I My Chemical Romance hanno iniziato il tour a Manchester (New Hampshire) il 22 febbraio insieme ai Rise Against finendo a
Reno (Nevada). la band ha proseguito il tour in Europa con i Thursday e i Funeral for a Friend, e ritornò in Nord America affiancata questa volta dai Muse.
Nel 2007 la band è rimasta ad esibirsi al Projekt Revolution, tuttavia ha ripreso il tour ad ottobre giungendo in Messico, Europa e Australia.

## Gruppi di supporto
I gruppi di supporoto sono stati i Rise Against, Thursday, Funeral for a Friend, The Automatic, Muse e Billy Talent.

## Tipica scaletta
Primo setThe Black Parade:
1. The End.
2. Dead!
3. This is How I Disappear
4. The Sharpest Lives
5. Welcome to the Black Parade
6. I Don't Love You
7. House of Wolves
8. Cancer
9. Mama
10. Sleep
11. Teenagers
12. Disenchanted
13. Famous Last Words
14. Blood (recording)

Secondo setEncores:
1. I'm Not Okay (I Promise)
2. It's Not a Fashion Statement, It's a Deathwish
3. Cemetery Drive
4. The Ghost of You
5. Give 'Em Hell, Kid
6. Thank You for the Venom
7. You Know What They Do to Guys Like Us In Prison
8. Helena